# Jalal Hassan
Jalal Hassan Hachem (arabisch جلال حسن هاشم, DMG Ǧalāl Ḥasan Hāšim; * 18. Mai 1991 in Diwaniyya) ist ein irakischer Fußballtorhüter.

## Karriere

### Verein
Er startete seine Karriere im Erwachsenenbereich des Karbala FC, wo er bis Sommer 2012 spielte und sich anschließend dem Erbil SC anschloss. Nach weiteren zwei Spielzeiten war er nochmal kurz bei Amanat Baghdad SC aktiv, bevor er 2015 es in den Kader von al-Shorta schaffte. Aber auch dort verbrachte er nur eine kurze Zeit. Im Sommer 2016 ging er zu Naft Al-Wasat. Beim Verein al-Zawraa ist er nun bereits seit der Saison 2017/18 aktiv.
Gleich in seiner ersten Saison wurde er dort Meister und in der darauffolgenden anschließend auch Pokalsieger. Seit mindestens 2023 trägt er bei diesem Klub auch die Kapitänsbinde.

### Nationalmannschaft
Sein erstes Spiel im Trikot der irakischen A-Nationalmannschaft hatte er am 16. Juli 2011 bei einem Freundschaftsspiel gegen Jordanien, welches nach einem 1:1 nach regulärer Spielzeit mit einer 4:5-Niederlage im Elfmeterschießen beendet wurde. Danach kam er erst im Dezember 2012 wieder zum Einsatz. Er wurde zum Stammtorhüter bei der folgenden Westasienmeisterschaft 2012, bei der er im Finale mit seinem Team Syrien 0:1 unterlag. Auch bei der Westasienmeisterschaft 2013 war er wieder dabei und nach dem Golfpokal 2014 machte er bei der Asienmeisterschaft 2015 auch sein Debüt bei diesem Turnier. Hier schaffte er es mit seiner Mannschaft bis ins Halbfinale, wo sie nach einer 0:2-Niederlage gegen Südkorea ausschied.
Nach zahlreichen weiteren Freundschaftsspielen folgte dann noch einmal der Golfpokal 2017, wo er es mit seinem Team wieder nur bis ins Halbfinale schaffte. Bei seiner zweiten Teilnahme an der Asienmeisterschaft 2019 schied sein Team bereits im Achtelfinale nach einer 0:1-Niederlage gegen den späteren Sieger Katar aus. Im selben Jahr folgten für ihn noch Teilnahmen an der Westasienmeisterschaft 2019 und dem Golfpokal 2019, wo seine Mannschaft erneut keinen Titel holen konnte.
Anschließend folgten wieder mehrere Freundschaftsspiele und Qualifikationspartien zur Weltmeisterschaft 2022. Anfang 2023 gelang ihm mit seiner Mannschaft beim Golfpokal 2023 erstmals in seiner Nationalmannschaftskarriere ein Titelgewinn. Nach weiteren Qualifikationsspielen zur Weltmeisterschaft 2026 gehörte er auch zum Kader bei der Asienmeisterschaft 2024. Dies war seine dritte Teilnahme.